# 希维莱塞图韦勒
希维莱塞图韦勒（法語：Chivy-lès-Étouvelles，法語發音：[ʃivi lɛ.z‿etuvɛl]，意为“埃图韦勒附近的希维”）是法国上法蘭西大區埃纳省的一个市镇，属于拉昂区。

## 地理
希维莱塞图韦勒（49°31'40"N, 3°35'5"E）面积3.54 平方千米，位于法国上法蘭西大區埃纳省，该省份为法国北部内陆省份，北起北部省，西接索姆省和瓦兹省，东临阿登省和马恩省，西南至塞纳-马恩省，东北部与比利时接壤。
与希维莱塞图韦勒接壤的市镇（或旧市镇、城区）包括：克拉西和蒂耶雷、埃图韦勒、拉昂、蒙昂洛努瓦、努维永勒维讷、普雷勒和蒂耶尔尼、沃塞勒和贝夫库尔。

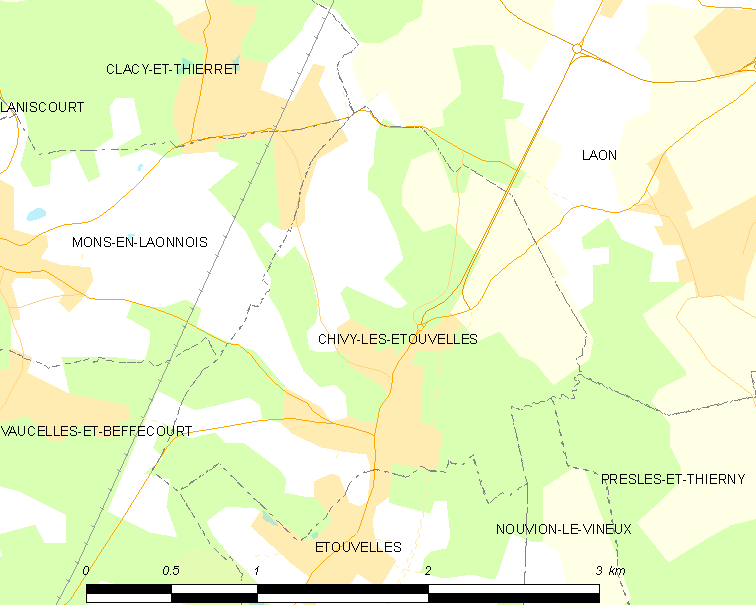
希维莱塞图韦勒的OSM定位图

希维莱塞图韦勒的时区为UTC+01:00、UTC+02:00（夏令时）。

## 行政
希维莱塞图韦勒的邮政编码为02000，INSEE市镇编码为02191。

## 政治
希维莱塞图韦勒所属的省级选区为拉昂第二县。

## 人口

1962-2008年间希维莱塞图韦勒人口变化图示

希维莱塞图韦勒于2022年1月1日时的人口数量为488人。